# Shehu Musa Yar'Adua
Shehu Musa Yar'Adua est un commandant en second du quartier général suprême lorsque le Nigeria était sous régime militaire de 1976 à 1979. Il a également été un homme politique de premier plan lors de la transition du régime militaire au régime civil à la fin des années 1980 et dans les années 1990.

## Début de la vie
Yar'Adua est né à Katsina le 5 mars 1943 dans une famille de notables. Son père, Musa Yar'Adua, était un enseignant qui est devenu plus tard le ministre des affaires du Lagos de 1957 à 1966 pendant la première république du Nigéria. Il a porté le titre de Tafidan Katsina avant d'être nommé au titre de Mutawallin Katsina (gardien du trésor). Le grand-père de Yar'Adua, Malam Umaru, était également Mutawalli, et son frère cadet Umaru Yar'Adua, qui est devenu le président du Nigeria de 2007 à 2010, a également porté ce titre. Sa grand-mère paternelle, Malama Binta, une Peul du clan Sullubawa, était une princesse de l'émirat de Katsina et une sœur de l'émir Muhammadu Dikko.
Yar'Adua a fréquenté la Katsina Middle School puis la Katsina Provincial School (aujourd'hui Government College, Katsina) pour ses études secondaires ; à l'école provinciale, il était camarade de classe avec l'actuel président nigérian Muhammadu Buhari. Sur l'insistance de son père et de l'ami de son père, le ministre de la défense Muhammadu Ribadu, Yar'Adua passe l'examen d'entrée du Nigerian Military Training College[4]. Il réussit et est enrôlé dans l'armée nigériane en 1962 dans le cadre du cours 5 de l'école de formation militaire nigériane. Yar'Adua a été sélectionné pour une formation complémentaire à l'Académie militaire royale de Sandhurst. Il est enturbanné en tant que Tafidan Katsina par l'émir de Katsina Muhammadu Kabir Usman.

## Carrière militaire
En 1964, à son retour de Sandhurst, Yar'Adua est affecté au premier bataillon d'infanterie de l'armée nigériane à Enugu, sous le commandement du colonel Adekunle Fajuyi, en tant que second lieutenant. De 1964 à la fin de la guerre civile nigériane, il occupe divers postes, dont celui de commandant de peloton en 1964, et de 1965 à 1966 celui d'adjudant du premier bataillon d'infanterie à Enugu. Il est commandant de bataillon en 1967, et en 1968, il devient commandant de brigade. Pendant la guerre civile, il commande la 6e brigade d'infanterie sous la direction de Murtala Muhammed, commandant de la deuxième division . En octobre 1967, Yar'Adua se voit confier la responsabilité de la prise d'Onitsha après deux (2) tentatives infructueuses des troupes nigérianes,.
En 1975, il a participé activement au coup d'État militaire qui a déposé le général Yakubu Gowon comme chef d'État du Nigeria. Après le succès du coup d'État, il a été ministre des Transports sous le régime du général Murtala Muhammed. En tant que ministre des transports, sa principale tâche était de décongestionner le port de Lagos. Avant le coup d'État, les responsables du régime précédent avaient commandé 16 millions de tonnes de ciment pour construire des casernes militaires dans tout le pays. Cependant, les installations d'accostage du port étaient inadéquates. Les implications financières étaient d'autant plus frappantes que le gouvernement nigérian était tenu de payer des surestaries aux expéditeurs. Le régime de Muhammed a décidé de transférer certaines des cargaisons vers des ports voisins et d'introduire des sociétés de gestion du ciment pour décharger et vendre le ciment et construire le nouveau port de Tin Can Island.

## Chef d'état-major, quartier général suprême
Après la tentative de coup d'État nigérian de 1976, qui s'est soldée par l'assassinat de Murtala Muhammed, Yar'Adua est devenu chef d'état-major du quartier général suprême. Le nouveau régime est un triumvirat de pouvoir composé du général Olusegun Obasanjo en tant que chef d'État, de Shehu Yar'Adua en tant que chef d'état-major SMHQ et du général Theophilus Danjuma en tant que chef d'état-major des armées. En tant que chef du SMHQ, Yar'Adua était de facto le commandant en second. Issu de l'aristocratie du Nord, Yar'Adua est fortement sollicité par le triumvirat pour consolider le pouvoir dans le Nord.
Son bureau s'est vu confier la tâche de gérer les opérations de l'opération Feed the Nation, une politique agricole d'autosuffisance du nouveau régime Obasanjo. L'opération Feed the Nation, connue sous le nom d'OFN, était une initiative visant à stimuler la production locale de produits agricoles, en particulier les cultures de base comme le riz et le blé, afin d'améliorer l'autosuffisance alimentaire et de réduire les déficits alimentaires croissants. Les mécanismes utilisés pour promouvoir l'objectif comprenaient la distribution d'engrais et de semences fortement subventionnés aux agriculteurs, des prêts aux petits exploitants pour leur permettre d'acheter des équipements, et un programme de sensibilisation géré par des Corpers pour apprendre aux paysans à utiliser les équipements agricoles modernes.
Cependant, en 1979, la politique n'avait pas atteint son objectif principal d'autonomie et d'autosuffisance. Yar'Adua a également guidé les initiatives du Conseil militaire suprême sur les réformes des gouvernements locaux qui ont conduit à la tenue d'élections locales en 1976. Les réformes du gouvernement local ont exclu les chefs traditionnels de certaines questions de gouvernance et ont limité leur contrôle sur les droits de propriété. Les réformes ont également accordé une reconnaissance au gouvernement local en tant que troisième niveau de gouvernement. En 1979, le régime a transféré le pouvoir au gouvernement civil élu de Shehu Shagari, inaugurant ainsi la deuxième République nigériane qui a duré de 1979 à 1983. Le triumvirat s'est ensuite retiré de l'armée.

## Carrière politique
Le général Ibrahim Babangida a lancé son programme de transition politique en 1987 avec la création d'un bureau politique. Une assemblée constituante a ensuite été inaugurée pour délibérer sur un projet de constitution. Bien que Yar'Adua ne soit pas membre de l'assemblée et qu'une loi ait proscrit certains politiciens de la vieille école des activités politiques, ses associés ont représenté ses tendances politiques au forum et ont participé activement à la formation d'associations politiques pendant la période de transition. Yar'Adua et son groupe ont formé le People's Front of Nigeria; Parmi les membres figuraient Babagana Kingibe, Atiku Abubakar, Bola Tinubu, Magaji Abdullahi, Ango Abdullahi, Ahmadu Rufa'i, Yahaya Kwande, Abdullahi Aliyu Sumaila, Wada Abubakar, Babalola Borishade, Timothy Oguntuase Akinbode, Sabo Bakin Zuwo, Sunday Afolabi, Rabiu Musa Kwankwaso, Tony Anenih, Chuba Okadigbo et Abubakar Koko.
Le People's Front a ensuite fusionné avec d'autres groupes pour former le Social Democratic Party (SDP). Le People's Front et le PSP deviennent les deux factions dominantes du SDP. Cependant, le groupe de Yar'Adua est très bien organisé et parvient à remporter la majorité des postes électifs au sein du SDP. Lors des élections au gouvernorat et à la Chambre d'assemblée, le SDP dispose d'un léger avantage numérique sur la Convention nationale républicaine (NRC) de l'opposition,.
En janvier 1992, Yar'Adua a passé un court moment en détention, emprisonné pour avoir enfreint une loi interdisant à certaines personnes de faire de la politique active. Cependant, la loi a été abrogée et Yar'Adua a ensuite annoncé son élection présidentielle. La structure politique de sa campagne couvrait le pays; il disposait d'une direction de campagne nationale, et chaque État avait son propre coordinateur de campagne et ses mobilisateurs de quartier. Parmi les membres de son groupe de campagne figuraient l'ancien président du PDP Anthony Anenih, l'ancien vice-président Atiku Abubakar, l'ancien ministre Dapo Sarumi, Bola Tinubu, Abdullahi Aliyu Sumaila et Sunday Afolabi. Yar'Adua était en tête du peloton présidentiel du SDP avant que les résultats ne soient annulés. Une nouvelle élection est organisée le 12 juin 1993 et est remportée par M.K.O. Abiola. Après l'annulation des élections du 12 juin, la faction Yar'Adua a négocié un arrangement pour l'inauguration d'un gouvernement intérimaire. En novembre 1993, le gouvernement intérimaire d'Ernest Shonekan est évincé et Sani Abacha devient le nouveau chef d'État militaire, dissolvant les partis politiques. En 1994, Yar'Adua obtient un siège de représentant de Katsina à une nouvelle Conférence constitutionnelle nationale. Délégué au franc-parler, il organise au début de l'année 1994 une conférence politique dans les locaux de la Nigerian Union of Journalist à Lagos, ce qui attire l'attention des autorités militaires qui le détiennent pendant quatre jours.

## Arrestation et mort
En mars 1995, le général Yar'Adua, ainsi qu'Olusegun Obasanjo, Lawan Gwadabe et d'autres, ont été arrêtés parce qu'ils étaient accusés de préparer un coup d'État pour renverser le régime du général Sani Abacha. Il a été condamné à mort par un tribunal militaire en 1995, après avoir appelé le gouvernement militaire nigérian du général Sani Abacha et son Conseil provisoire de gouvernement à rétablir un régime civil. La peine a été commuée en prison à vie mais il est mort en captivité le 8 décembre 1997. 

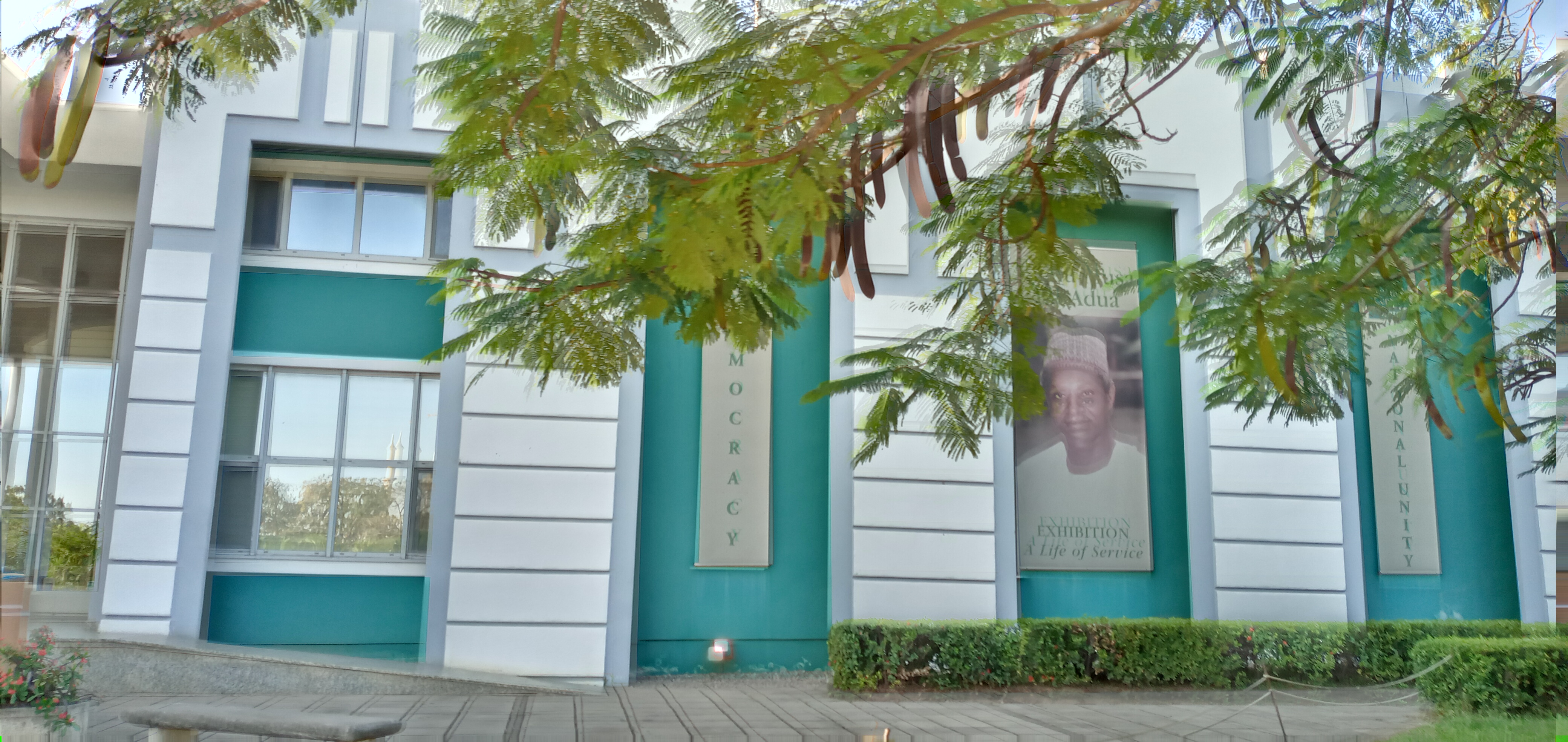
Centre Shehu Musa Yar'Adua à Abuja

## Vie personnelle et Richesse
En 1965, Shehu Yar'adua a épousé Hajia Binta et ils ont eu cinq enfants, dont Murtala Yar'Adua, ancien ministre d'État nigérian de la défense. Après avoir pris sa retraite de l'armée, Yar'Adua a créé une société holding appelée Hamada Holdings, avec plusieurs intérêts commerciaux dans le transport maritime, la banque et l'édition, ce qui lui a permis d'amasser une vaste fortune privée.